# Peter Richter (Jurist)

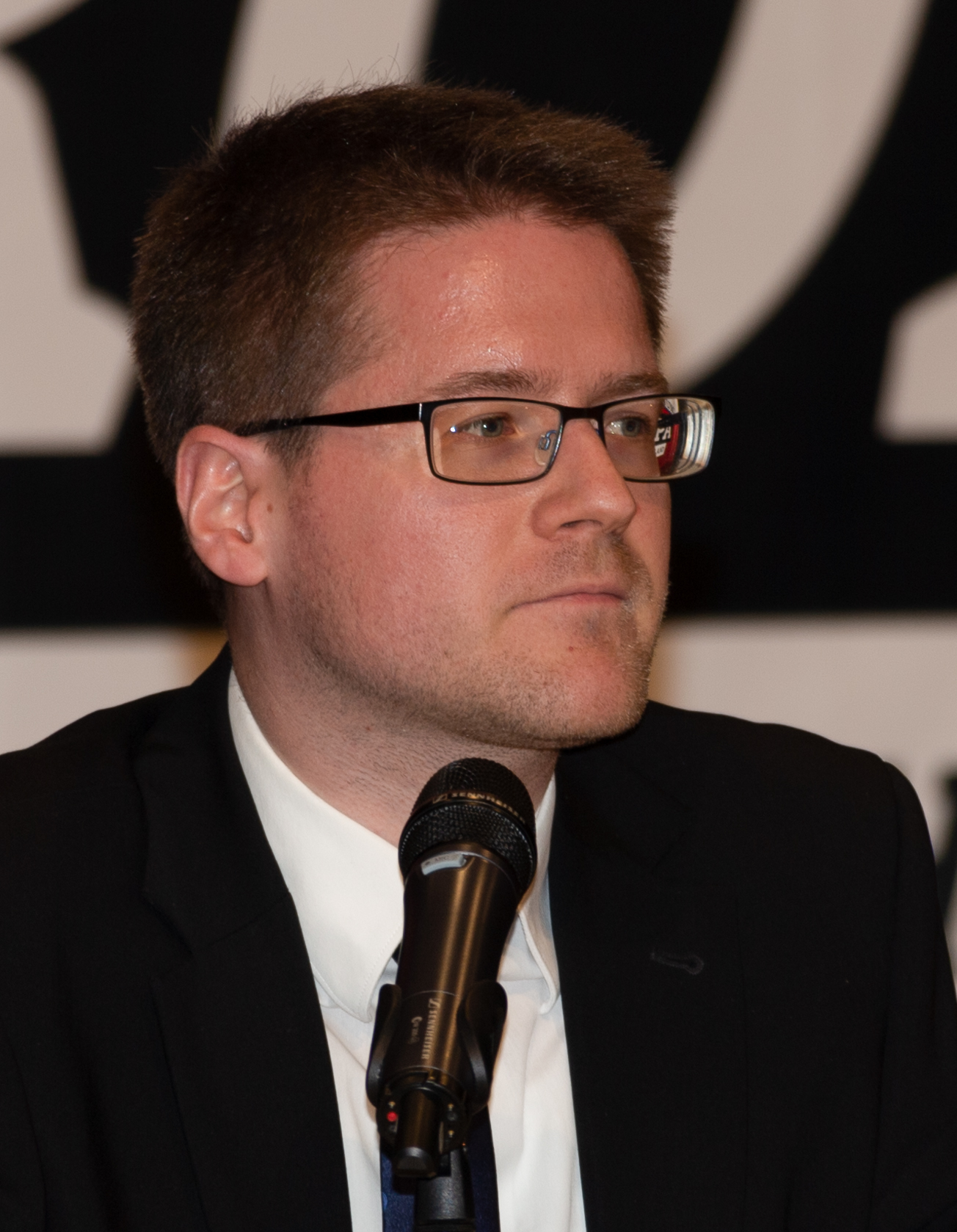
Peter Richter, 2018

Peter Rüdiger Richter (* 11. Oktober 1985 in St. Ingbert) ist ein deutscher Jurist und Politiker (Die Heimat). Richter ist stellvertretender Vorsitzender des saarländischen Landesverbandes und war Prozessbevollmächtigter der Bundespartei im zweiten NPD-Verbotsverfahren (2013–2017).

## Leben

### Ausbildung
Richter besuchte das Albertus-Magnus-Gymnasium im saarländischen St. Ingbert und legte dort 2005 sein Abitur mit einem Notendurchschnitt von 1,0 ab. Anschließend begann er ein Studium der Rechtswissenschaft an der Universität des Saarlandes, das er 2010 mit der ersten juristischen Prüfung (14,33 Punkte, Note „sehr gut“) abschloss. Nach Ableistung des Rechtsreferendariats im saarländischen Oberlandesgerichtsbezirk bestand er 2012 die zweite juristische Prüfung mit der Note „gut“ (12,33 Punkte). Beide Staatsexamen beendete Richter als Jahrgangsbester des Saarlandes. Ebenfalls 2012 schloss Richter den Aufbaustudiengang in europäischer Integration am Europa-Institut Saarbrücken ab (17,9 Punkte, „eine ganz besonders hervorragende Leistung“) und ist als Master of European Law seither zur Führung des Titels „LL.M.“ berechtigt.

### Politische Karriere
Im Alter von 18 Jahren trat Richter in Die Heimat (damals noch NPD) ein, wo er von Peter Marx (damaliger Landesvorsitzender und späterer Generalsekretär der Bundespartei) angeleitet und unterstützt wurde. Nachdem er an einem Seminar der „Dresdner Schule“ der NPD Sachsen teilgenommen hatte, über welches das ZDF-Magazin Frontal21 berichtet hatte, wurde Richter im August 2005 von Antifaschisten als „Nazikader geoutet“. Bereits kurze Zeit zuvor hatte ihm der Präsident des saarländischen Landtags den Preis für das beste Abitur im Fach Politik verweigert. Nachdem Richter zunächst Beisitzer im Landesvorstand der Heimat / NPD Saarland war, erfolgte Ende 2013 seine Wahl als Nachfolger von Frank Franz (seit November 2014 Bundesvorsitzender der Partei) zum stellvertretenden Landesvorsitzenden. Von 2014 bis 2019 war er Mitglied der Regionalversammlung des Regionalverbandes Saarbrücken. Im Juni 2016 kandidierte er als Einzelbewerber für die Bürgermeisterwahl in Mettlach. Dabei erreichte er aufgrund einer Protestwahl gegen ein Asylbewerberheim 9 Prozent der abgegebenen Stimmen. Bei der Landtagswahl im Saarland 2017 trat er als Spitzenkandidat der Heimat im Saarland an, bei der die Heimat / NPD 0,7 Prozent der Stimmen erhielt.

### Tätigkeit als Rechtsanwalt
Peter Richter wurde im Dezember 2012 als Rechtsanwalt zugelassen. Bereits während seines Studiums klagte er wegen einer Kündigung gegen seinen Professor und war gerichtlich gegen die Studienstiftung Saar wegen eines Stipendiums vorgegangen. Richter ist als selbstständiger Rechtsanwalt in einer Kanzlei in Saarbrücken-Schafbrücke tätig, an gleicher Adresse befindet sich der Sitz des saarländischen Heimat-/ NPD-Landesverbandes.
Richter vertritt Die Heimat als Anwalt in zahlreichen Gerichtsverfahren. Er war ihr Prozessbevollmächtigter im zweiten NPD-Verbotsverfahren, welches mit der Zurückweisung der Verbotsanträge des Bundesrats endete. Darüber hinaus klagte er im Namen der Partei gegen den damaligen Bundespräsidenten Joachim Gauck, die rheinland-pfälzische Ministerpräsidentin Malu Dreyer und die damalige Bundesfamilienministerin Manuela Schwesig, nachdem sie sich jeweils öffentlich ablehnend über Die Heimat geäußert hatten. Dabei argumentierte er, sie würden ihre Neutralitätspflichten als Amtsträger verletzen. Alle drei Klagen scheiterten. Im Bundestagswahlkampf 2013 ging Richter erfolgreich gegen die Bürgermeister dreier hessischen Kommunen vor. Sie hatten veranlasst, die Wahlplakate der damaligen NPD zwischenzeitlich zu entfernen. Im Juli 2017 ging er gerichtlich gegen ein Verbot des Regionalverbandes Saarbrücken vor, der Heimat eine Veranstaltung in den Räumlichkeiten des Saarbrücker Schlosses zu verbieten.